# 100% (песня)
«100%» — песня американской певицы Мэрайи Кэри. Планировалась к выпуску в качестве основного саундтрек-сингла из фильма «Сокровище», но позже была включена в альбом AT&T Team USA Soundtrack Зимних Олимпийских игр 2010. Песня должна была появиться на отменённом тринадцатом студийном альбоме ремиксов Angels Advocate, хотя никогда не предполагалось выпускать её в качестве сингла из этого альбома.

## Позиции в чартах
Продажи песни за первую неделю составили 17 713 копий.
| Чарт (2010)                     | Высшее место |
| ------------------------------- | ------------ |
| Hot 100 Digital (Digital Songs) | 197          |

## Хронология релиза
| Регион | Формат       | Дата           | Лейбл           |
| ------ | ------------ | -------------- | --------------- |
| [ 2 ]  | iTunes Store | 9 февраля 2010 | Island Records  |
| [ 5 ]  | iTunes Store | 9 февраля 2010 | Universal Music |